# Augusto Leguía

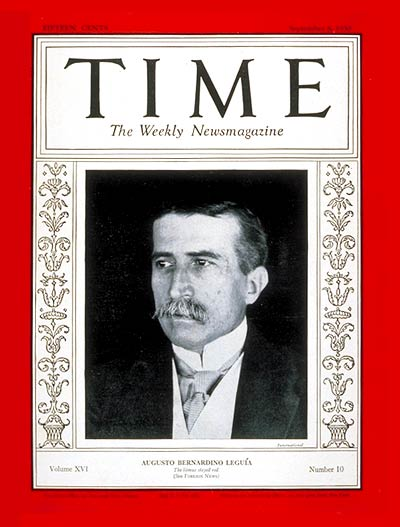
Augusto Leguía på omslaget av Time Magazine (1930)

Augusto Bernardino Leguía y Salcedo. Född 19 februari 1863 i Lambayeque, död 7 februari 1932. Var en peruansk ekonom och politiker. Han var Perus president i två omgångar (1908-1912 och 1919-1930). Under den senare av dessa betraktad som landets diktator.

## Utmärkelser
- Kommendör med stora korset med kedja av Vasaorden, 1922.[4]